# Intoxication professionnelle au toluène
Une intoxication au toluène ou au xylène peut être reconnue comme maladie professionnelle en France.
Cet article relève du domaine de la législation sur la protection sociale et a un caractère davantage  juridique que médical. Pour la description clinique des effets sur la santé se reporter à l'article suivant :

## Législation enFrance

### Régime général
| Fiche Maladie Professionnelle | Fiche Maladie Professionnelle | Fiche Maladie Professionnelle |
| Ce tableau définit les critères à prendre en compte pour qu'une affection gastro-intestinale provoquée par le benzène, le toluène ou le xylène soit prise en charge au titre de la maladie professionnelle | Ce tableau définit les critères à prendre en compte pour qu'une affection gastro-intestinale provoquée par le benzène, le toluène ou le xylène soit prise en charge au titre de la maladie professionnelle | Ce tableau définit les critères à prendre en compte pour qu'une affection gastro-intestinale provoquée par le benzène, le toluène ou le xylène soit prise en charge au titre de la maladie professionnelle |
| Régime Général. Date de création : 28 juillet 1987 | Régime Général. Date de création : 28 juillet 1987 | Régime Général. Date de création : 28 juillet 1987 |
| Tableau no 4 bis RG | Tableau no 4 bis RG | Tableau no 4 bis RG |
| Affections gastro-intestinales provoquées par le benzène, le toluène, les xylènes et tous les produits en renfermant                                                                                       | Affections gastro-intestinales provoquées par le benzène, le toluène, les xylènes et tous les produits en renfermant                                                                                       | Affections gastro-intestinales provoquées par le benzène, le toluène, les xylènes et tous les produits en renfermant |
| --- | --- | --- |
| Désignation des maladies | Délai de prise en charge | Liste indicative des principaux travaux susceptibles de provoquer ces maladies |
| Troubles gastro-intestinaux apyrétiques accompagnés de vomissements à répétition. | 7 jours | Opérations de production, transport et utilisation du benzène, du toluène, des xylènes et autres produits en renfermant, notamment : |
| | | - Production, extraction, rectification du benzène, du toluène et des xylènes et des produits en renfermant ; - Emploi du benzène, du toluène et des xylènes pour la production de leurs dérivés, notamment en organosynthèse. Préparation des carburants renfermant du benzène, du toluène et des xylènes, transvasement, manipulation de ces carburants, travaux en citerne ; |
| | | - Emplois divers du benzène, du toluène et des xylènes comme dissolvants des résines naturelles ou synthétiques ; - Production et emploi de vernis, peintures, émaux, mastics, encres, colles, produits d'entretien renfermant du benzène, du toluène et des xylènes ; |
| | | - Fabrication de simili-cuir ; - Production, manipulation et emploi des dissolutions de caoutchouc naturel ou synthétique ou des solvants d'avivage contenant du benzène, du toluène, des xylènes ; |
| | | - Autres emplois du benzène, du toluène, des xylènes ou des produits en renfermant comme agents d'extraction, d'élution, d'imprégnation, d'agglomération ou de nettoyage et comme décapants, dissolvants ou diluants |
| | | - Opérations de séchage de tous les produits, articles, préparations, substances où le benzène, le toluène, les xylènes (ou les produits en renfermant) interviennent comme agents d'extraction, d'élution, de séparation, d'imprégnation, d'agglomération, de nettoyage, de concentration et comme décapant, dissolvant ou diluant.                                            |
| | | - Emploi du benzène comme déshydratant des alcools et autres substances liquides ou solides ; - Emploi du benzène comme dénaturant ou réactif de laboratoire. |
| Date de mise à jour : | | |

### Régime agricole
| Fiche Maladie Professionnelle | Fiche Maladie Professionnelle | Fiche Maladie Professionnelle |
| Ce tableau définit les critères à prendre en compte pour qu'une affection gastro-intestinale provoquée par le benzène, le toluène ou le xylène soit prise en charge au titre de la maladie professionnelle | Ce tableau définit les critères à prendre en compte pour qu'une affection gastro-intestinale provoquée par le benzène, le toluène ou le xylène soit prise en charge au titre de la maladie professionnelle | Ce tableau définit les critères à prendre en compte pour qu'une affection gastro-intestinale provoquée par le benzène, le toluène ou le xylène soit prise en charge au titre de la maladie professionnelle          |
| Régime Agricole.. Date de création : 28 janvier 1988 | Régime Agricole.. Date de création : 28 janvier 1988 | Régime Agricole.. Date de création : 28 janvier 1988 |
| Tableau no 19 bis RA | Tableau no 19 bis RA | Tableau no 19 bis RA |
| Affections gastro-intestinales provoquées par le benzène, le toluène, les xylènes et tous les produits en renfermant                                                                                       | Affections gastro-intestinales provoquées par le benzène, le toluène, les xylènes et tous les produits en renfermant                                                                                       | Affections gastro-intestinales provoquées par le benzène, le toluène, les xylènes et tous les produits en renfermant                                                                                                |
| --- | --- | --- |
| Désignation des Maladies | Délai de prise en charge | Liste indicative des principaux travaux susceptibles de provoquer ces maladies |
| Troubles gastro-intestinaux apyrétiques accompagnés de vomissements à répétition. | 7 jours | Emploi du benzène, du toluène, des xylènes et de tous les produits en renfermant comme agents d'extraction, d'élution, d'imprégnation, d'agglomération ou de nettoyage, de décapage, de dissolution ou de dilution. |
| Troubles neurologiques : (Cf. tableau 48 a). | Cf tableau 48 a | Opérations de séchage de tous les produits, articles, préparations, substances où le benzène, le toluène, les xylènes ou les produits en renfermant sont intervenus au cours des opérations ci-dessus énumérées.    |
| | | Préparation et emploi des vernis, peintures, émaux, mastics, colles, encres, produits d'entretien contenant du benzène, du toluène, des xylènes ou des produits en renfermant.                                      |
| Date de mise à jour : | | |

### Données professionnelles
Le toluène sert :
- à élever l'indice d'octane dans les carburants, mélangé avec du benzène et des xylènes. Il est donc présent dans divers carburants pétroliers.
- de solvant d’extraction dans l’industrie cosmétique (parfum) et dans l’industrie pharmacochimique
- comme solvant ou élément de fabrication de peintures, vernis, laques, cires et encres(imprimerie..),
- de produit de départ pour divers procédés industriels : synthèse du caoutchouc, du phénol, du TNT, du diisocyanate de toluène (TDI), nécessaire pour obtenir la mousse de polyuréthane, benzène et xylènes, nitrotoluène, chlorure de benzyle, benzaldéhyde, acide p-toluènesulfonique, vinyltoluène, etc.
- pour la fabrication d'adhésifs et de colles,
- pour le tannage du cuir.

### Données médicales

#### Toxicologie, écotoxicologie, précautions & métabolisme
C'est un produit nocif et écotoxique (souvent présent dans certains sols industriels pollués). 
Sa toxicité aiguë est faible, mais il a comme premiers organes-cibles le système nerveux central (cerveau, moelle). C'est aussi un irritant pour la peau, l'œil et le système respiratoire.
Chez l'animal de laboratoire, l'exposition à des taux significatifs de toluène induit des symptômes généraux : hyperactivité, irritation de la peau et surtout des muqueuses (écoulement nasal, larmes), irritation des voies respiratoires, avec essoufflement. À des taux d'exposition supérieurs à 2 000 ppm dans l'air, le stade suivant est celui d'une narcose (ataxie, dégradation des fonctions cognitives, troubles de l’équilibre et altérations neurochimiques. La mort est due à un arrêt respiratoire induit par une dépression du système nerveux central). 
L'irritation augmente selon la durée d'exposition et la dose ; chez le lapin, un érythème modéré puis un œdème léger apparaissent après 72 h, irréversibles à 7 jours, et - chez le lapin toujours - un rinçage de l'œil exposé après 4 et 30 secondes ne diminuent pas l’intensité de l’irritation.
Sa toxicité chronique a été étudiée chez l'animal de laboratoire (souris, rat) chez lequel on observe :
- une augmentation de poids de divers organes impliqués dans la détoxication (foie, rein par exemple après exposition à 1 250 ppm durant 15 jours chez le rat... à 2 500 ppm le rat grossi, avec augmentation du poids du cerveau, du cœur, des poumons et des testicules, avec des symptômes de dyspnée et d'ataxie).
- une modification du taux de neurotransmetteurs
- une neurotoxicité affectant notamment l’hippocampe et le cervelet (avec altération de l'audition[3],[4])
- une exposition longue (2 ans à 1 500 ppm)chez le rat a induit une inflammation des muqueuses nasales avec érosion de l’épithélium olfactif, métaplasie et dégénérescence de l’épithélium respiratoire, mais en dessous de 300 ppm, aucun symptôme n'a été observé (La NOAEL ou concentration sans effet toxique observé était de 625 ppm pour une exposition de 6,5 heures par jour, 5 jours par semaine durant 15 semaines ; ou de 300 ppm sur une durée d'exposition de 2 ans. Par voie orale, la NOEL était pour le rat et la souris de 625 mg/kg/j pendant 13 semaines)[5],[6].

Le toluène ne semble pas avoir d'effets sur l'ADN in vivo, alors qu'il en a in vitro.
Via la peau ou par inhalation, il ne semble pas cancérogène,,,, mais en tant que solvant pourrait contribuer à l'entrée dans l'organisme de produits cancérigènes.
Le toluène est reprotoxique (altération de la fécondité à des taux où il n'est pas toxique pour la mère, chez le rat). Il altère aussi la fertilité des mâles via une altération de la spermatogenèse et/ou peut-être du fonctionnement de l'épididyme : réduction de 20 % du nombre de spermatozoïdes sans réduction de leur mobilité sous 6 000 ppm. Au-delà, le nombre de spermatozoïdes diminue, ainsi que leur mobilité, mais sans modification de poids des testicules ou de la spermatogenèse testiculaire, et sans altération du taux d'hormones après un mois d’exposition[17]. La fertilité n'est pas affectée en deçà de 600 ppm.

Il passe facilement dans l'embryon, induisant au-delà de 600 ppm chez l'animal (pas de donnée pour l'homme) un retard de croissance et de poids à la naissance et des troubles psychomoteurs postnataux qui traduisent la neurotoxicité du toluène pour le cerveau embryonnaire, bien que sans malformations externes,, y compris par inhalation. Il n’est pas réputé tératogène in vivo ni in vitro. L’UE l’a classé toxique pour la reproduction, catégorie 3, R 63.

#### Cinétique dans l'organisme
Même sous forme liquide il franchit mal la barrière de la peau (14 à 23 mg/cm2/h) et sous forme vapeur encore moins (4,6 μg/cm2/h pour la souris nude exposée à 1 000 ppm, alors que de la peau de rat, in vitro, en absorbe 0,78 μg/cm2/min.).
Il traverse cependant aisément la muqueuse pulmonaire, dans les deux sens (10-20 % du toluène ingéré et/ou inhalé est ensuite excrété sous forme de vapeur via l'expiration). Le taux de benzène exhalé augmente après ingestion d'alcool éthylique, ce dernier inhibant le métabolisme du toluène, ce qui diminue son excrétion sous urinaire.
L'inhalation de vapeurs de toluène est nocive. À hautes doses, elle induit des nausées. L'inhalation chronique de toluène de façon prolongée provoque des dommages irréversibles au cerveau. À partir des poumons, il est transporté par le sang, pour moitié fixé à l'hémoglobine et pour moitié dans le sérum (chez l'homme... Chez le rat, il est majoritairement véhiculé par le sérum). Il est détectable dans le sang 10 à 15 minutes après le début de l’exposition (à un taux d'autant plus élevé que le taux de benzène était élevé dans l'air respiré ; le degré d’absorption (50 % environ de la concentration) dépendant aussi du taux de ventilation pulmonaire. On peut donc supposer que les joggers courant à proximité d'un grand axe de circulation y sont plus exposés. Il passe rapidement dans le cerveau : des rats expérimentalement exposés montrent un pic dans le sang 53 minutes après l'exposition et 5 minutes plus tard (58 min) dans le cerveau (riche en tissus gras). On le trouve aussi dans les moelles osseuse et épinière, les tissus adipeux, le foie et les reins.
Le toluène est également très bien absorbé via le tractus gastro-intestinal ; avec (chez l’homme et le rat) un pic détectable dans le sang environ deux heures après son ingestion.
Il est à peine filtré par la barrière placentaire ; chez le rat, la concentration dans le fœtus est environ 75 % de celle du sang maternel. Le lait maternel, s'il en contient  en permet aussi le transfert de la mère à l'enfant(chez l’homme et l’animal).
La toxicité du toluène s'explique par son métabolisme. Comme le toluène est très faiblement soluble dans l'eau, il ne peut pas quitter l'organisme par les voies traditionnelles (urine, fèces, transpiration). Il doit être métabolisé pour être excrété. Le groupe méthyle du toluène s'oxyde plus facilement que le noyau aromatique. Cette réaction est réalisée dans le foie par les monooxygénases à cytochromes P450. Il s'ensuit que 95 % du toluène est transformé en alcool benzylique. Ce sont les 5 % restants qui créent les métabolites toxiques, les époxydes du noyau aromatique. La grande majorité de ces époxydes est conjuguée à la glutathione, cependant le peu qui parvient à s'échapper endommage gravement la machinerie cellulaire en allant alkyler certaines protéines, voire l'ADN.
Le toluène est excrété principalement via l'urine sous forme d'acide benzoïque - obtenu par oxydation enzymatique de l'alcool benzylique - et sous forme d'acide hippurique obtenu par conjugaison de l'acide benzoïque avec la glycine.

#### Synergies
De nombreuses synergies sont probables, car le toluène est un puissant solvant. On sait par exemple que l'association toluène - xylène induit par compétition métabolique, une augmentation du taux (sanguin et cérébral) de toluène.

#### Valeurs limites d’exposition professionnelle contraignantes
Il en existe dans certains pays. Par exemple en France, elles sont de 50 ppm soit 192 mg/m3 (pour 8 h) et de 100 ppm soit 384 mg/m3 (pour une exposition de court terme, ou 15 min). Aux États-Unis, ce seuil est plus bas (50 ppm à ne pas dépasser pour 8 h d'exposition).

## Sources spécifiques
- (fr) Tableau no 4 Bis des maladies professionnelles du régime Général
- (fr) Tableau no 19 Bis des maladies professionnelles du régime Agricole
- (fr) Fiche toxicologique de l'INRS
- (fr) Base de données BIOTOX (INRS)
- (fr) Fiche internationale de sécurité

## Sources générales
- (fr) Tableaux du régime Général sur le site de l’AIMT
- (fr) Guide des maladies professionnelles de l’INRS (tableaux et commentaires)